# Force aérienne de l'armée du Nicaragua
La Force aérienne de l'armée du Nicaragua (en espagnol : Fuerza Aérea de Nicaragua) est la composante aérienne des Forces armées nicaraguayennes. Avant 1979, la Garde nationale nicaraguayenne disposait de quelques unités aériennes (Fuerza Aérea de la Guardia Nacional).

## Histoire
En 1920, la Garde nationale a reçu des États-Unis ses quatre premiers avions, quatre Curtiss JN-4.
En 1927, la première utilisation d’avions au combat a eu lieu dans le pays – le 5 juillet, lors de la bataille d’Ocotal, cinq avions américains Airco DH.4 ont attaqué les forces du général Augusto Sandino. 
La « Force aérienne de la Garde nationale nicaraguayenne » (Fuerza Aérea de la Guardia Nacional) a été créée en 1938. À partir de 1942, un petit nombre d’avions d’entraînement et de transport ont été acquis des États-Unis et en 1945, un total de 20 avions étaient en service. En 1952, une mission aérienne américaine est arrivée et a vu une augmentation du nombre d’avions d’entraînement et de transport, suivis par des avions de combat tels que le P-38, le P-51 et le P-47. Pendant quelques années, l’armée de l’air nicaraguayenne a été la plus forte d’Amérique centrale, mais après la guerre civile de 1979, la plupart de ses pilotes formés aux États-Unis ont fait défection et par la suite, beaucoup d’équipements du bloc de l’Est ont été acquis.
Lorsque les sandinistes ont pris le contrôle en 1979, l’armée de l’air sandiniste/Force de défense aérienne (Fuerza Aérea Sandinista/Defensa Anti-Aéréa – FAS/DAA) n’a hérité que des restes de la petite force aérienne de la Garde nationale. L’équipement comprenait quelques avions d’entraînement à réaction armés AT-33A, des Cessna 337 et des transports, des avions d’entraînement et des hélicoptères. Le temps nécessaire à la formation des pilotes et à la construction des aérodromes a empêché une coissance rapide de la FAS/DAA. À partir de 1982, les sandinistes ont reçu de Libye l’avion d’entraînement et de soutien tactique SF-260A de fabrication italienne et l’Aero L-39 Albatros tchécoslovaque, un avion d’entraînement à réaction subsonique qui pouvait être armé de missiles pour la défense aérienne rapprochée. En plus des avions de transport légers et moyens, l’armée de l’air a acquis une flotte d’hélicoptères de l’Union soviétique qui a servi d’atout vital dans la guerre contre les Contras. Ils comprenaient des hélicoptères de transport Mi-8 et Mi-17 et plus tard le Mi-24, suivi de sa variante d’exportation, le Mi-25, un hélicoptère d’assaut blindé moderne. Après qu’Humberto Ortega a révélé que le Nicaragua avait approché la France et l’Union soviétique pour des avions de combat Mirage 50 ou MiG, les États-Unis ont mis en garde contre l’introduction d’avions de combat modernes dans la région. Bien que le Nicaragua ait commencé la construction d’une nouvelle base aérienne avec une piste plus longue et des revêtements de protection, il n’a pas réussi à acquérir de nouveaux avions de chasse.
Une série de sites radar ont été construits pour donner aux sandinistes une couverture radar sur la majeure partie du Nicaragua, avec la capacité supplémentaire de surveiller les mouvements d’avions dans les pays voisins. Une installation d’interception d’alerte précoce et de contrôle au sol de conception soviétique a donné à l’armée de l’air la possibilité de contrôler ses avions de combat à partir d’éléments de commandement au sol.
Après 1990, la FAS/DAA n’a plus été en mesure de maintenir l’ensemble de son inventaire d’avions sans le soutien soviétique. L’effectif est passé de 3 000 en 1990 à 1 200 en 1993. Les bases aériennes de Bluefields, Montelimar, Puerto Cabezas, Puerto Sandino et Managua sont restées opérationnelles. Les avions de combat ont été réduits à un seul escadron mixte de Cessna 337, L-39 et SF-260A. Le nombre d’avions ne peut pas être confirmé, mais la l’entretien de ces avions est faible. En 1992, un certain nombre d’hélicoptères et six unités radar ont été vendus au Pérou. Une petite flotte d’hélicoptères, de transports et d’avions utilitaires et d’entraînement a été conservée. En 1996, l’armée de l’air nicaraguayenne a changé son nom de Fuerza Aérea Sandinista en Fuerza Aérea Nicaragüense (FAN). En 2015, il a été rapporté par certaines sources en ligne que les FAN avaient l’intention d’acquérir un certain nombre de chasseurs Mikoyan MiG-29 à des fins de défense aérienne. Cependant, en 2022, cela n’a pas eu lieu. 

## Aéronefs

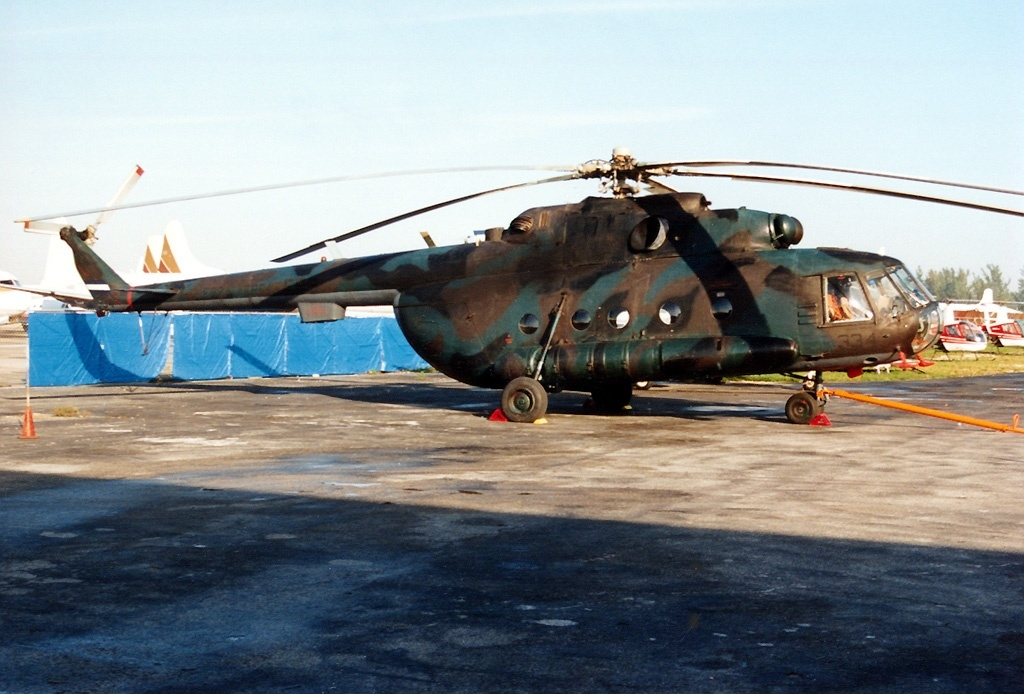
MIL Mi-17

Les appareils en service en 2016 sont les suivants :
| Aéronefs            | Origine          | Type                                  | En service      | Versions        |
| avion de combat     | avion de combat  | avion de combat                       | avion de combat | avion de combat |
| ------------------- | ---------------- | ------------------------------------- | --------------- | --------------- |
| Aero L-39 Albatros  | Tchécoslovaquie  | Avion d'appui au sol                  | 6               | L-39ZO          |
| Avion de transport  |                  |                                       |                 |                 |
| Antonov An-26       | Union soviétique | Avion de transport                    | 2               |                 |
| Beechcraft King Air | États-Unis       | Avion de transport                    | 1               | 90              |
| Hélicoptère         |                  |                                       |                 |                 |
| Hughes MD 500       | États-Unis       | Hélicoptère utilitaire léger          | 2               |                 |
| Bell 206            | États-Unis       | Hélicoptère de transport              | 1               |                 |
| Mil Mi-2            | Union soviétique | Hélicoptère de transport léger        |                 |                 |
| Mil Mi-17           | Union soviétique | Hélicoptère de transport              | 14              | Mi-171          |
| Mil Mi-24           | Union soviétique | Hélicoptère de transport et de combat | 18              | Mi-24/25        |